# Wilhelm von Hammerstein-Ecquord
Wilhelm (William) Friedrich von Hammerstein-Equord (ur. 3 marca 1785 w Hildesheim, zm. 13 lutego 1861 w Brnie) – generał kawalerii, wojskowy Królestwa Westfalii, a następnie Cesarstwa Austrii, generał-gubernator Galicji podczas Wiosny Ludów.

## Życiorys
Wybrał karierę wojskową, w 1799 wstąpił jako kadet do armii hanowerskiej. W 1800 jako chorąży został przeniesiony do gwardii hanowerskiej, wyróżniając się pod Jeną w 1806 przeprowadzając udany atak na francuskich dragonów. Po utworzeniu Królestwa Westfalii wstąpił do jego armii, od 1808 był rotmistrzem a w 1809 wziął udział w walkach w Portugalii i Hiszpanii, wyróżniając w starciu pod Hynohosa. Awansowany na podpułkownika służył w gwardii przybocznej jako oficer do specjalnych zadań króla Hieronima. Wraz z nim wziął udział w kampanii rosyjskiej w 1812 roku, jako dowódca pierwszego pułku kirasjerów, później 1 pułku huzarów. Po bitwie pod Lützen (2 maja 1813) i zdobyciu Drezna objął dowództwo awangardy pod dowództwem marszałka Édouarda Mortiera, a za męstwo wykazane w bitwach pod Moritzburgiem, Hoyerswerdą i Luckau otrzymał Krzyż Oficerski Legii Honorowej.
W 1813 zrezygnował ze służby w armii westfalskiej i wstąpił do walczącego z Napoleonem legionu niemiecko-austriackiego. W marcu 1814 wyróżnił się w starciach z Francuzami pod Genewą a potem pod Lionem. Po rozwiązaniu legionu – po pierwszym traktacie pokojowym w Paryżu – został przeniesiony do armii austriackiej jako pułkownik 1. Pułku Ułanów. Dowodząc tym pułkiem często zmieniał miejsce pobytu. Awansowany na generała majora (niem. Generalmajor)  w 1823 roku, został dowódcą brygady najpierw w Pilznie, a od 1824 roku w Pradze. Od lipca 1832 marszałek polny porucznik (niem. Feldmarschalleutnant). W latach 1836–1837 odbył podróż służbową po Anglii, Niemczech, Rosji i Grecji odwiedzając tamtejsze formacje kawalerii. Po powrocie w latach 1842- 1845 był dowódcą 2. Korpusu Armii we Włoszech. Od 1843 miał tytuł tajnego radcy. Od 1846 komendant wojskowy Lwowa oraz zastępca dowodzącego armią w Galicji. Od czerwca do lipca 1848 pełnił funkcję generał-gubernatora Galicji. 1 listopada 1848 wydał rozkaz zbombardowania Lwowa. Spłonęło wówczas wiele ważnych starych budynków. Ostatecznie płomienie zniszczyły akademię, bibliotekę uniwersytecką, stary teatr i ratusz. 9 listopada 1848 został mianowany generałem kawalerii, a także dowódcą IV Armii stacjonującej w Galicji i Bukowinie. W miarę rozwoju powstania węgierskiego wprowadził stan oblężenia w Galicji i Bukowinie  W 1849 przeszedł na emeryturę z powodu ogłuchnięcia. Od 1840 był szefem 2. Pułku Ułanów. Po rezygnacji ze służby zamieszkał w Wiedniu lub w swojej posiadłości Albrechtsberg an der Donau. 

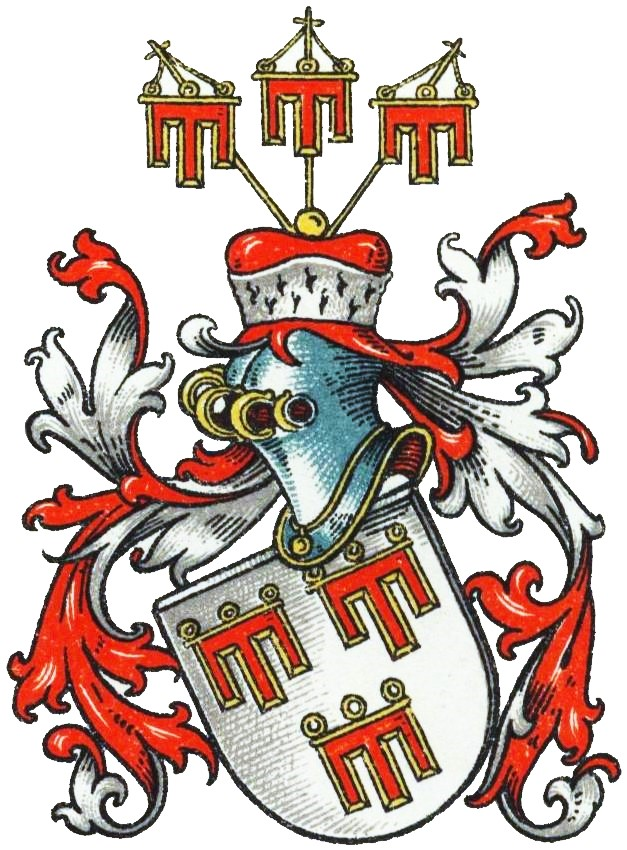
Herb rodu Hammerstein

## Rodzina
Wywodził się ze starego hanowerskiego rodu Hammerstein-Equord. Jego brat Hans Georg (1771-1841) był generałem lejtnantem armii Królestwa Westfalii. Był dwukrotnie żonaty, najpierw w 1816 r. z Karoliną z domu Baronin von Könitz, zmarłą po 20 latach małżeństwa w 1836 r.; drugi raz w 1839 z Marią hrabiną von Salis-Zizers (ur. 1 II 1820). Oba małżeństwa pozostały bezdzietne.

## Odznaczenia
Odznaczenia gen. von Hammerstein-Ecquord to między innymi:
- Krzyż Wielki Orderu Leopolda
- Kawaler Orderu Żelaznej Korony I klasy
- Order Świętej Anny I klasy (Imperium Rosyjskie)
- Order Świętego Włodzimierza II klasy (Imperium Rosyjskie)
- Cesarski i Królewski Order Orła Białego (Imperium Rosyjskie)
- Krzyż Oficerski Legii Honorowej (Francja)
- Order Świętego Jana (Prusy)
- Order Pour le Mérite (Prusy)
- Komandor Orderu Gwelfów (Hanower)
- Kawaler Krzyża Wielkiego Orderu Miecza (Szwecja)